# Berg (Abtsgmünd)
Berg ist ein Weiler des Abtsgmünder Ortsteils Laubach im Ostalbkreis in Baden-Württemberg.

## Beschreibung
Der Ort liegt etwa zwei Kilometer nordöstlich von Laubach und circa 2,5 Kilometer südlich des Dorfkerns von Abtsgmünd auf etwa 457 m ü. NHN rechtsseits über dem Taleinschnitt der Lein im Unterraum Liasplatten über Rems und Lein des Östlichen Albvorlandes. Am westlichen Ortsrand beginnt die kurze Klinge eines Waldbaches, der die Burg Roden passiert und gegenüber von Leinroden in die Lein mündet.

## Geschichte
Die erste Erwähnung des Ortes findet sich im Jahre 1409 als Oettingisches Lehen. Der Ort wurde als „der Weiler darob gelegen, genannt zum Berge“ betitelt. Er war zu dieser Zeit Zubehör der Burg Roden.
Im Jahr 1522 bestand der Ort aus drei Höfen, im Jahr 1851 aus acht.
Angeblich soll im Ort einst eine Burg gestanden haben.